# Bomarea perglabra
Bomarea perglabra är en alströmeriaväxtart som beskrevs av Gunnar Wilhelm Harling och Neuendorf. Bomarea perglabra ingår i släktet Bomarea och familjen alströmeriaväxter. Inga underarter finns listade i Catalogue of Life.